# Socha svatého Jana Nepomuckého (Boharyně)
Socha svatého Jana Nepomuckého pocházející z roku 1808 se nalézá v centru obce Boharyně v okrese Hradec Králové před budovou obecního úřadu. Pozdně barokní pískovcová socha svatého Jana Nepomuckého představuje dominantu zdejší malé návsi.

## Popis
Na hranolovém podstavci stojí pilíř po stranách zdobený jednoduchými volutami zakončený profilovanou římsou, ve které je upevněn kovový závěs pro lucernu. Na čelní straně pilíře je umístěn reliéfní nápis. Na římse je umístěn menší hranolový podstavec, na kterém stojí socha světce oděného v kanovnickém rouchu s biretem na hlavě držícího v náručí krucifix. Socha je ohrazena ozdobným kovovým plotem.

## Galerie

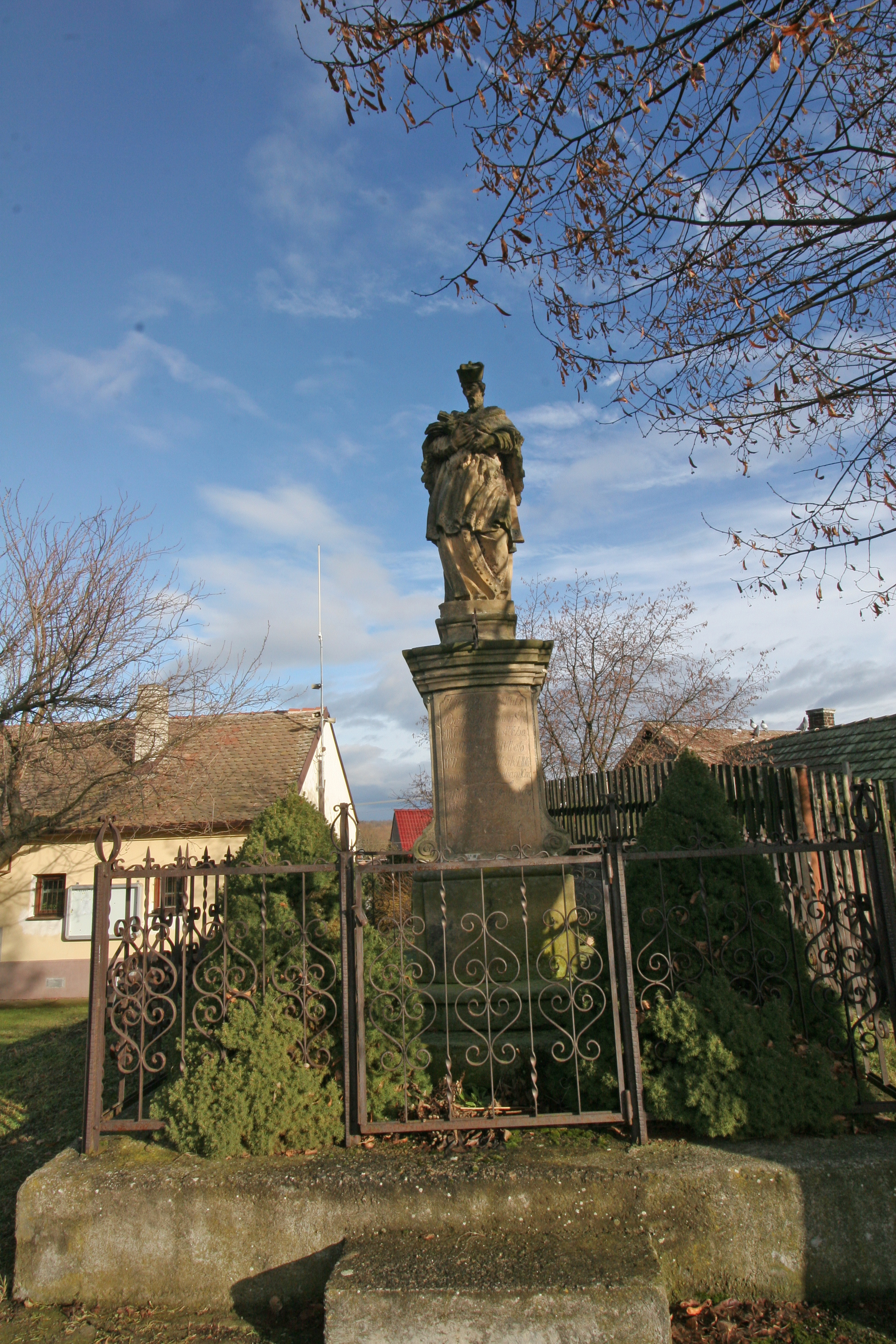
Socha svatého Jana Nepomuckého v Boharyni
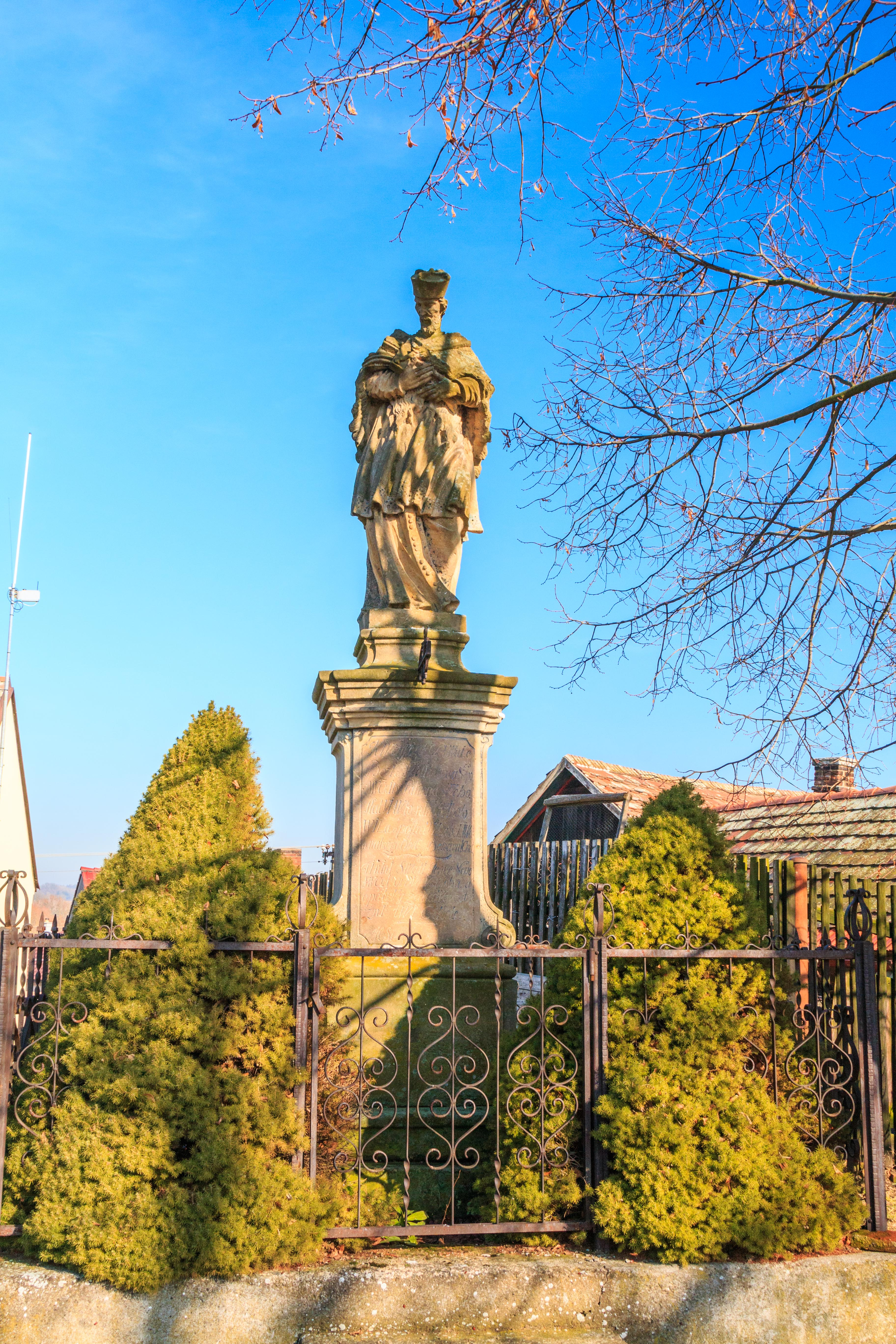
Socha svatého Jana Nepomuckého v Boharyni